# Donald M. Fraser

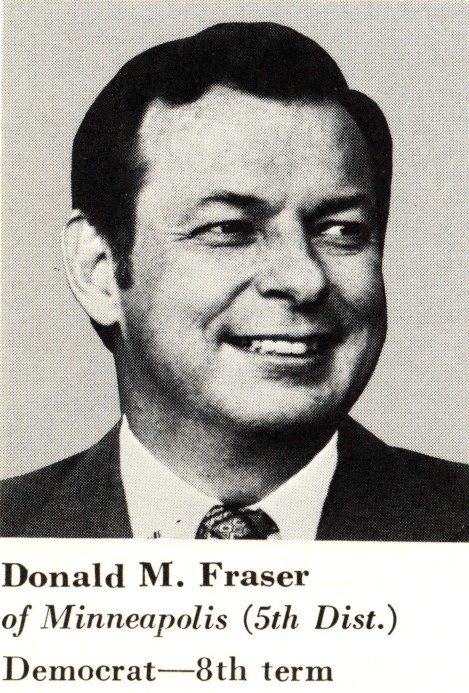
Donald M. Fraser (1977)

Donald MacKay Fraser (* 20. Februar 1924 in Minneapolis, Minnesota; † 2. Juni 2019 ebenda) war ein US-amerikanischer Politiker.
Fraser studierte bis 1944 im Zuge des Naval ROTC an der University of Minnesota in Minneapolis. Von 1944 bis 1946 diente er als Radaroffizier im Pazifischen Ozean. 1948 beendete er sein Studium an der University of Minnesota und wurde noch im selben Jahr in die Anwaltschaft aufgenommen. Fraser praktizierte nun in Minneapolis.
Von 1954 bis 1962 war er Mitglied des Senats von Minnesota. Danach wechselte Fraser in den Kongress, in den er als Kandidat der Democratic-Farmer-Labor Party gewählt wurde. Dort vertrat er vom 3. Januar 1963 bis zum 3. Januar 1979 den Bundesstaat Minnesota im Repräsentantenhaus der Vereinigten Staaten. 1978 verzichtete er auf eine erneute Kandidatur für einen Sitz im Repräsentantenhaus und versuchte stattdessen, in den Senat der Vereinigten Staaten gewählt zu werden. Dieses Vorhaben scheiterte jedoch; er unterlag schon in der Primary der Demokraten Bob Short, der anschließend die Senatswahl gegen den Republikaner David Durenberger verlor. 1979 wurde Fraser für eine zweijährige Amtszeit beginnend Januar 1980 zum Bürgermeister von Minneapolis gewählt. 1981 und 1985 wurde er jeweils für eine vierjährige Amtszeit wiedergewählt. Fraser lebte bis zu seinem Tod im Juni 2019 in Minneapolis.